# Ellenföld a szórakoztató kultúrában
Mivel az ókori püthagoreusok Ellenföldnek nevezett bolygója illetve az Ellenföld áthelyezése a Földre déli kontinensként vagy a déli féltekére feledésbe merült, illetve pusztán filozófiatörténeti érdekességgé vált, a fogalom illetve szinonimái (Ikerföld, párhuzamos Föld, Föld2, ..) különféle értelemben és változatos neveken születtek újjá (Gor, Gloria, Clarion, Orca, stb.).
A Föld pályájának átellenes oldalán, mindig a Nap mögött takarásban lévő Ellenföld képzete számos művészt ihletett a XX század közepétől.
A Föld ikertestvéreinek tekinthető exobolygók is a tudományos fantasztikus művek állandó motívumai voltak szinte a kezdetektől. Így az ilyen távoli bolygórendszerekben lévő Földszerű bolygók számtalan sci-fiben megtalálhatók. Legismertebbek talán a Star Trek sorozat és a Csillagok háborúja sorozat lakott bolygói. A Dűne-filmek. Ezekből azonban több százas vagy még hosszabb listát lehetne összeállítani.
A XX. század végétől viszont már csillagászati és űrkutatási programok indultak ilyen ikerföldek, Földszerű, Földméretű kőzetbolygók felkutatására. Így az egykor népszerű sci-fi téma mára közvetlen tudományos kutatások tárgya lett.
A Földre áthelyezett Ellenföld motívuma is némi átalakuláson ment át a földrajzi felfedezések nyomán. És gyakran valamiféle utópiával vagy antiutópiával kapcsolódik össze valamilyen ismeretlen szigeten. Atlantisz vagy más eltűnt kontinens, sziget. A Gulliver, Robinson és egyéb történetek Stevensontól Vernéig. Ezek felsorolása is több százas lista lenne. Magyar vonatkozású utópikus/disztropikus, ismeretlen szigeten játszódó regény Szatmári Sándor Kazohiniája.

## Az Ellenföldről szóló vagy ott játszódó művek
- A The Adventures of Superman (’Superman kalandjai’, 1940-1951) rádiós sorozat első epizódjában a Krypton bolygóról mondják, hogy „a Nap túlsó oldalán található”.
- The Man from Planet X (’Az ember az X bolygóról’, amerikai sci-fi horror, 71 perc, 1951, rendezte: Edgar G. Ulmer)
- A Twin Earths (’Ikerföldek’) egy amerikai tudományos-fantasztikus képregény képsor,[1] amelyet Oskar Lebeck írt és Alden McWilliams rajzolt. A Sunday stripben és napilapokban jelentek meg 1952-től 1963-ig. A sorozat részeit a United Feature Syndicate forgalmazta.[2]
- René Guillot La planète ignorée (’A mellőzött bolygó’) című 1963-ban megjelent regényében szerepel Ellenföld (anti-Terre).
- John Norman amerikai író 1966-tól napjainkig (2021) futó Gor-sorozata, amelyben Gor egy ellenföld mindig a Nap mögött. Gor egyik jellegzetessége, hogy a Földdel ellentétben három holdja van. Zero Point: The Counter-Earth
- Utazás a Nap túlsó oldalára (Journey to the Far Side of the Sun, 1969, rendezte: Robert Parrish)
- A Gamera vs. Guiron című 1969-es kaidzsú filmben egy Terra nevű, feltehetőleg lakható ellenföld létezik a naprendszerben a Nap tulsó oldalán. Egy UFO két fiút visz a bolygóra, ahol a terrai fajnak a földönkívüli Űr Gyaos által megtizedelt lakói utolsó párja fenyegeti őket, akiknek a „házőrző kutyája” Guiron. Gamera a Terrára érkezik, hogy megmentse a gyerekeket, és hosszú küzdelem árán végül győzedelmeskedik Guiron felett.
- Vladimir Nabokov: Ada avagy Ardisi tüzek – családi krónika (Ada, or Ardor: A Family Chronicle; 1969) fordította: M. Nagy Miklós; Európa, Budapest, 2008, 710 oldal ISBN 9789630786416 A Föld azaz a Terra ikerbolygóján, Antiterrán (azaz Demonián) játszódik, amelynek lakói közül egyesek megsejtették a mi Földünk, a Terra létezését.
- Mark Brandis[3] Weltraumpartisanen (’Űrpartizánok’) című 1970 és 1987 között megjelent gyermekeknek szóló sci-fi könyvsorozatában a 17. Der Spiegelplanet: Erkundung im Weltraum (’A Tükörbolygó: felfedezés az űrben’, 1978) című rész egy Földhöz hasonló égitesten játszódik a Nap mögött.
- Az Antikhthon Jannisz Kszenakisz (Iannis Xenakis) 1971-ben bemutatott zeneműve.
- A Les Cités obscures (A sötét városok) François Schuiten és Benoît Peeters 1983-ban kiadott, az Ellenföldön játszódó képregénye. Lakói tudnak a Föld létezéséről, míg a terránok (földlakók) az Ellenföld létezéséről nem.
- Sliders (Sliders, amerikai sci-fi sorozat, 1995-2000) Az őrangyal (1996, 3. évad 4. epizód) című epizód szerint Herbert van der Meer-nek volt egy relatív időtágulás elmélete, amely egy párhuzamos Föld elmélet. Egy másik Föld is kering a Nap körül ugyanazon a pályán, csak gyorsabban forog a saját tengelye körül, ami időtorzulást eredményez az időutazás látszatát keltve.
- A Pókember határok nélkül (Spider-Man Unlimited) rajzfilmsorozatban és a kapcsolódó képregényben John Jameson a Farkasember lezuhan az Ellenföldön, amelyen intelligens állatok laknak akik engedelmeskednek az embereknek.
- Több Marvel képregényben illetve spin-off történetben szerepel további ellenföld vagy játszódik Ellenföldön az említett Pókember határok nélkül (Spider-Man Unlimited) című sorozatokon kívül is:

Ezek közül az elsőt az Evolúció Mestere (High Evolutionary) hozta létre az „Igazi Föld” elrejtésére. A második az Omega Paradicsom (Infinity Crusade: Paradise Omega (’Végtelen kereszteshadjárat: Omega Paradicsom’))-ból, a harmadik Franklin Richards Ellenföldje, a New Universe (’Új Univerzum’)[forrás?] és a Heroes Reborn Earth („inkább egy zsebdimenzió, mint tényleges bolygó”).
Túlontúli (Beyonder) történetében viszont kimozdította az említett első Ellenföldet a Naprendszerből, amely a Végtelen Kesztyű válság során semmisült meg.
- Az idegen (The Stranger, alternatív címmel: Stranded in Space azaz ’Megrekedve az űrben’) című 1973-ban bemutatott amerikai sci-fiben Neil Stryker űrhajós véletlenül a Terra bolygón, egy ellenföldön találja magát. A történetet felidézik a Mystery Science Theatre 3000 (’Rejtélyes Tudományos Színház 3000’) amerikai műsorsorozat negyedik évadjának Stranded in Space című epizódjában, amely nagyon hasonló a Gamera kontra Guiron (Gamera vs. Guiron) leírásához, de az egyetlen kapcsolat a két film között, hogy mindkettőt a sorozatban mutatták be, és csak néhány epizód volt közöttük.
- A Ki vagy, doki? (Doctor Who) című brit televíziós sci-fi sorozatban a Mondas bolygó valamikor egy ellenföld volt, amely akkor hagyta el a Föld pályáját, amikor a Hold megérkezett a világűrből, és a gravitációs mezők kiegyensúlyozatlanok voltak. A bolygó a Naprendszer szélére sodródott és ott megfagyott, így lakói kénytelenek voltak félig ember, félig gépfajjá, kiberemberekké (Cybermen) átalakítani magukat, amint az a 4. évad The Tenth Planet (’A tizedik bolygó’) alcímű négy epizódos részéből kiderült. Korábban, 1963-ban, a Doctor Who produkciós csoport megbízta Malcolm Hulke forgatókönyvírót The Hidden Planet (’A rejtett bolygó’), egy Ellenföldön játszódó történet megírásával. A forgatókönyvet végül elvetették, de nyolc későbbi, Hulke által írt vagy társíróként jegyzett Ki vagy, doki? forgatókönyvet televízióra vittek 1967 és 1974 között.
- Rába György Ellenföld című verse A valóság vendége című 1987-es verseskötetében jelent meg
- Gor (Gor; amerikai sci-fi, John Norman Tarnsman of Gor (1966) című regényéből rendezte: Fritz Kiersch, 1987, 94 perc) Tarl Cabot amerikai professzor egy varázsgyűrű segítségével a Föld ikertestvérére, a Gor bolygó barbár világába érkezik.
- Gor 2. (Gor II; amerikai sci-fi, címváltozat: Outlaw of Gor, John Norman 1967-ben kiadott azonos című regényéből rendezte: John 'Bud' Cardos, 1988, 89 perc) Egy földlakó harcba száll a Gor zsarnokával.
- Démoszthenész Liakopulosz (Dimosthenis Liakopoulos) görög író The Planet of Silence (’A csend bolygója’) című tudományos-fantasztikus regényében Arakoula-1 a Föld testvérbolygója.[5]
- A Lexx tévésorozatban (1997–2002) a Föld pályájának ellentétes pontját a Tűz és Víz kettős bolygó foglalja el, amelyek egymás körül keringenek, s amelyek a pokol és a mennyország megfelelői.
- Boulet[6] Notes (’Notesz’) című képregény sorozata[7] (2008-2018) szerint létezik egy Ellenföld, amelynek lakói a beavatkozástól tartva rejtőzködnek a felfedezésük elől.
- Felettünk a Föld (Another Earth, amerikai filmdráma, 2011, rendezte: Mike Cahill) A filmben nem teljesen világos a Föld II. pozíciója illetve hogy honnan érkezett.[8][9]
- Előzőhöz hasonlóan Lars von Trier szintén 2011-es Melankólia (Melancholia) című filmjének cselekménye szerint egy bolygó tűnik fel a Nap mögül és megközelíti a Földet.